# Peiker Holding
Die Peiker Holding ist eine inhabergeführte Holding mit Sitz in Bad Homburg, die Beteiligungen an Industrieunternehmen hält. Ihre Historie reicht bis 1946 zurück. Peiker startete als Spezialist für Mikrofone und Lautsprecher. Im Laufe der Jahre entwickelte sich das Tochterunternehmen Peiker Acustic zu einem international renommierten Automobilzulieferer. 2015 wurde diese Tochtergesellschaft an den französischen Valeo-Konzern verkauft. Die Peiker Holding besteht fort und führt die übrigen Beteiligungen weiter.

## Geschichte

### Gründung und erste Jahre
1946 gründeten Paul Beerwald und Heinrich Peiker die Firma Beerwald & Co. mit Sitz in Bad Homburg vor der Höhe. Das Unternehmen spezialisierte sich auf die Herstellung und den Vertrieb von piezoelektrischen und akustischen Geräten. Beerwald arbeitete seit Jahrzehnten in diesem Bereich und gilt als Erfinder des ersten russischen Kurzwellenempfängers. Peiker war sein Schwiegersohn.
Beerwald & Co. hatte seinen Durchbruch mit der Entwicklung besonders kompakter Kristallmikrofone. Diese waren exakt auf die damals üblichen Röhrenverstärker zugeschnitten und wurden beispielsweise in Plattenspielern verbaut. Zu den bekanntesten Kunden zählte die Firma Hohner, ein weltweit führender Hersteller von Musikinstrumenten. 1957 verwendete der Ballonfahrer David Simons während seines Fluges an den Rand der Atmosphäre ein Mikrofon von Peiker, das im Helm angebracht war.

### Wandel des Geschäftsmodells
In den 1960er Jahren expandierte das Unternehmen im industriellen Umfeld und brachte zahlreiche Varianten von Mikrofonen und Lautsprechern hervor, etwa für Bahnhöfe und Flughäfen. Peiker patentierte diverse Neuheiten, etwa 1964 Mikros mit einem Schutz vor Metallstaub.
In den 1970er und 1980er Jahren trat das angestammte Geschäft dann immer mehr in den Hintergrund: Mit der Entwicklung von Freisprechanlagen und Telematiksystemen wandelte sich das Unternehmen zu einem breit aufgestellten Zulieferer, insbesondere für die Automobil- und Mobilfunkindustrie.
Das Wachstum erhöhte den Platzbedarf, sodass 1962 in Ober-Eschbach der Hauptsitz mit Produktionsstätte eingerichtet wurde. Das Unternehmen firmierte daraufhin unter dem Namen Peiker Acustic. Heinrich Peiker, der für seine Verdienste mit dem Bundesverdienstkreuz am Bande ausgezeichnet wurde, übergab 1981 die Geschäftsführung an seinen Sohn Andreas.

### Internationale Expansion
1992 verlegte das Unternehmen seinen Sitz nach Friedrichsdorf im Taunus. Die folgenden Jahre standen im Zeichen der internationalen Expansion. In Frankreich, den Vereinigten Staaten und Mexiko wurden Niederlassungen für Entwicklung, Produktion oder Vertrieb errichtet. In Berlin gründete das Unternehmen die Firma PEI TEL Communications, die sich um Standardprodukte für Endkunden kümmert.
Im gewerblichen Umfeld konzentrierte sich Peiker Acustic auf die Automobilbranche. Das Unternehmen entwickelte beispielsweise Telefon-, Musik- und Navigationssysteme für Premiumhersteller wie Mercedes-Benz und BMW. Dadurch wandelte sich das Unternehmen vom Komponentenhersteller zum Systemlieferanten. Spätestens ab 2011 bildeten eCall-Module ein wichtiges Standbein.

### Umstrukturierung
In den 2010er Jahren wurde das Geschäft vieler Automobilzulieferer immer anspruchsvoller. Auch Peiker Acustic stand vor Herausforderungen. Daher entschied sich die Eigentümerfamilie im Jahr 2015 letztlich für den Verkauf großer Teile des Unternehmens Peiker Acustic an den französischen Automobilzulieferer Valeo. Das Stammgeschäft mit Mikrofonen und Lautsprechern war davon ausgenommen. Auch PEI TEL Communications blieb in Familienhand.

## Gegenwart

### Unternehmensstruktur
Die Peiker Holding firmiert als Gesellschaft mit beschränkter Haftung (GmbH). Das Unternehmen hat seinen Sitz in Bad Homburg vor der Höhe, dem historischen Stammsitz von Beerwald & Co. Gesellschafter der Peiker Holding ist Andreas Peiker. Er übt die Geschäftsführung zusammen mit seiner Tochter Carina aus. Sie repräsentiert die vierte Generation der Eigentümerfamilie. Der Fokus der Unternehmen der Familie Peiker liegt auch heute noch auf dem Geschäftsfeld zukunftsweisender Kommunikationssysteme.

### Geschäftstätigkeit
Unter dem Dach der Peiker Holding arbeiten mehrere Unternehmen weitgehend unabhängig voneinander. Peiker Acustic war die wichtigste Tochtergesellschaft, heute liegt der Schwerpunkt auf PEI TEL Communications. Das Unternehmen vertreibt Audio-, Video- und Funktechnik für professionelle Anwender. Weitere Beteiligungen sind etwa Peiker CEE, Peicom und das Unternehmen FTI Engineering Network.

## Auszeichnungen
- 2003: Telematics Update Award (der Fachzeitschrift Telematics Update)
- 2013: BMW Supplier Innovation Award (für ersten LTE-Hotspot in einem Auto)[14]